# Зерруки, Рамиз
Рамиз Ларби Зерруки (нидерл. Ramiz Larbi Zerrouki; род. 26 мая 1998, Амстердам) — алжирский футболист, полузащитник клуба «Фейеноорд» и сборной Алжира, выступающий на правах аренды за «Твенте».
Зерруки родился в Нидерландах в семье выходцев из Алжира.

## Клубная карьера
Зерруки — воспитанник клубов «Аякс» и «Твенте». 30 октября 2019 года в поединке Кубка Нидерландов против «Де Трефферс» Рамиз дебютировал за основной состав последних. В 2020 году в матче против ситтардской «Фортуны» он дебютировал в Эредивизи. 30 октября 2021 года в поединке против ПСВ Рамиз забил свой первый гол за «Твенте».
22 июня 2023 года Зерукки подписал четырёхлетний контракт с «Фейеноордом». 13 августа в матче против ситтардской «Фортуны» он дебютировал за новую команду. 25 октября в поединке Лиги чемпионов против итальянского «Лацио» Рамиз забил свой первый гол за «Фейеноорд».
Летом 2025 года вернулся в «Твенте» на правах аренды до конца сезона 2025/26. 10 августа дебютировал в гостевом матче Эредивизи против ПЕК Зволле (1:0), выйдя в стартовом составе.

## Международная карьера
25 марта 2021 года в отборочном матче Кубка Африки 2021 против сборной Замбии Зерруки дебютировал за сборную Алжира. 2 сентября в отборочном поединке чемпионата мира 2022 против сборной Джибути Рамиз забил свой первый гол за национальную команду.
В 2022 году Зерукки принял участие в Кубке Африки 2021 в Камеруне. На турнире он сыграл в матчах против команд Кот-д’Ивуара
В 2024 году Зерукки во второй раз принял участие в Кубке Африки 2023 в Кот-д’Ивуаре. На турнире он сыграл в матчах против сборных Анголы, Буркина-Фасо и Мавритании.

### Голы за сборную Алжира
| #   | Дата            | Место                            | Противник  | Счёт | Результат | Соревнование                     |
| --- | --------------- | -------------------------------- | ---------- | ---- | --------- | -------------------------------- |
| 01. | 2 сентября 2021 | Мустафа Такер, Блида, Алжир      | Джибути    | 8:0  | 8:0       | Чемпионат мира 2022 квалификация |
| 02. | 13 октября 2023 | Шахид Хамлуи, Константина, Алжир | Кабо-Верде | 4:1  | 5:1       | Товарищеский матч                |
| 03. | 19 ноября 2023  | До Зимпето, Мапуто, Мозамбик     | Мозамбик   | 0:2  | 0:2       | Чемпионат мира 2026 квалификация |

## Достижения
«Фейеноорд»
- Обладатель Кубка Нидерландов: 2023/24
- Обладатель Суперкубка Нидерландов: 2024